# 拉斯特多夫
拉斯特多夫是德国下萨克森州的一个市镇。总面积26.33平方公里，总人口1005人，其中男性518人，女性487人（2011年12月31日），人口密度38人/平方公里。